# Dwayne Hay
Dwayne Hay (* 11. Februar 1977 in London, Ontario) ist ein kanadischer Eishockeyspieler, der seit 2009 beim HC Alleghe in der italienischen Serie A1 unter Vertrag steht.

## Karriere
Dwayne Hay begann seine Karriere als Eishockeyspieler bei Guelph Storm, für das er von 1994 bis 1997 in der kanadischen Juniorenliga Ontario Hockey League aktiv war. In diesem Zeitraum wurde er im NHL Entry Draft 1995 in der zweiten Runde als insgesamt 43. Spieler von den Washington Capitals ausgewählt. Während der Saison 1997/98 gab der Angreifer sein Debüt in der National Hockey League für Washington, während er hauptsächlich jedoch für deren Farmteam aus der American Hockey League, die Portland Pirates, auf dem Eis stand. Am 9. März 1998 wurde er im Tausch für den Finnen Esa Tikkanen an die Florida Panthers abgegeben, in der Folgezeit ebenfalls nur selten in der NHL zum Einsatz kam. Die meiste Zeit im Franchise der Panthers verbrachte er ebenfalls bei deren AHL-Farmteams Beast of New Haven und Louisville Panthers. Die Saison 1999/2000 beendete der ehemalige Junioren-Weltmeister bei den Tampa Bay Lightning, die ihn kurz vor Ende der Trade Deadline zusammen mit Ryan Johnson im Tausch für Mike Sillinger verpflichtet hatten.
Von 2000 bis 2002 stand Hay beim Franchise der Calgary Flames unter Vertrag. Nachdem er in der Saison 2000/01, seiner ersten kompletten NHL-Spielzeit, im folgenden Jahr nur noch ausschließlich in der AHL für Calgarys Farmteam Saint John Flames spielte, unterschrieb er als Free Agent bei den Toronto Maple Leafs. In der Saison 2002/03 lief er allerdings nur in der AHL für deren Farmteam St. John’s Maple Leafs auf. In den folgenden Jahren stand der Kanadier in mehreren Minor-League-Teams unter Vertrag. Dies waren die Hershey Bears aus der AHL, die Pensacola Ice Pilots aus der ECHL, sowie die Rio Grande Valley Killer Bees und Arizona Sundogs aus der Central Hockey League. In seiner Zeit in der CHL pausierte der ehemalige NHL-Spieler in der Saison 2007/08 mit dem Eishockey. Zur Saison 2009/10 wurde Hay vom HC Alleghe aus der italienischen Serie A1 verpflichtet.

### International
Für Kanada nahm Hay an der Junioren-Weltmeisterschaft 1997 teil, bei der er mit seiner Mannschaft Weltmeister wurde.

## Erfolge und Auszeichnungen
- 1997 Goldmedaille bei der Junioren-Weltmeisterschaft

## NHL-Statistik
(Stand: Ende der Saison 2008/09)